# Премия Американского института киноискусства (2008)
Премия Американского института киноискусства за 2008 год.
| Категории                            | Название фильма                           |
| ------------------------------------ | ----------------------------------------- |
| Фильмы                               | • «Загадочная история Бенджамина Баттона» |
| Фильмы                               | • «Тёмный рыцарь»                         |
| Фильмы                               | • «Фрост против Никсона»                  |
| Фильмы                               | • «Замёрзшая река»                        |
| Фильмы                               | • «Гран Торино»                           |
| Фильмы                               | • «Железный человек»                      |
| Фильмы                               | • «Харви Милк»                            |
| Фильмы                               | • «ВАЛЛ-И»                                |
| Фильмы                               | • «Венди и Люси»                          |
| Фильмы                               | • «Рестлер»                               |
| Телесериалы, телефильмы, мультфильмы | • «Во все тяжкие»                         |
| Телесериалы, телефильмы, мультфильмы | • «Лечение»                               |
| Телесериалы, телефильмы, мультфильмы | • «Джон Адамс»                            |
| Телесериалы, телефильмы, мультфильмы | • «Жизнь как приговор»                    |
| Телесериалы, телефильмы, мультфильмы | • «Остаться в живых»                      |
| Телесериалы, телефильмы, мультфильмы | • «Безумцы»                               |
| Телесериалы, телефильмы, мультфильмы | • «Офис»                                  |
| Телесериалы, телефильмы, мультфильмы | • «Пересчёт»                              |
| Телесериалы, телефильмы, мультфильмы | • «Щит»                                   |
| Телесериалы, телефильмы, мультфильмы | • «Прослушка»                             |